# La battaglia di Legnano
La battaglia di Legnano er en opera i fire akter af Giuseppe Verdi. Den italienske libretto, der bygger på skuespillet La Battaille de Toulouse af Joseph Méry, er skrevet af Salvatore Cammarano. Operaen blev uropført den 27. januar 1849 på Teatro Argentina i Rom.